# إلياس بك
إلياس بك بن الغازي محمد بك بن إبراهيم بك بن أورخان بك بن مسعود بك بن منتشا بك (بالتركية: Menteşeoğlu İlyas Bey)‏ (بالتركية العثمانية: منتشه اوغللرى)‏ هو آخر حكام إمارة بني منتشا.
كانت إمارة بني منتشا هي إحدى الإمارات الأناضولية التي أعاد تيمورلنك إليها أراضيها التي كانت الدولة العثمانية قد ضمتها إليها سابقًا، وذلك بعد انتصار تيمورلنك على العثمانيين في معركة أنقرة عام 1402م، واستلم إلياس بك جميع ممتلكات العائلة القديمة.
وبحسب بعض المراجع، من المحتمل أن محمد بك أولو بك كان هو الحاكم في هذا الوقت، فذهب إلى معسكر تيمورلنك بالقرب من نهر "مندريس" (بالتركية: Menderes nehri)‏ وقدم ولاءه وهداياه.

## حكمه

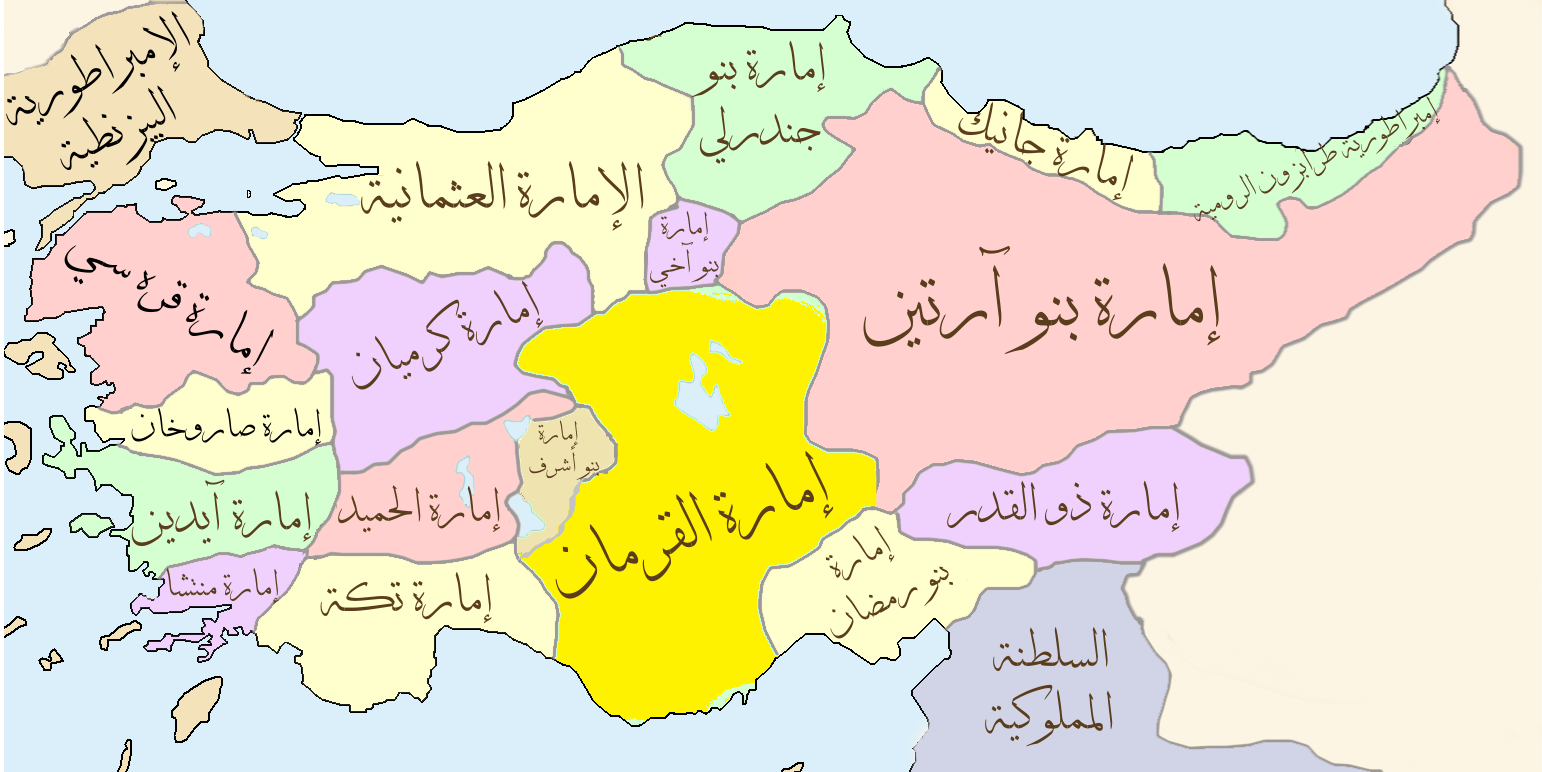
خريطة الأناضول بين القرنين الثالث عشر والخامس عشر ميلادي، وفيها إمارة "بني منتشا" على سواحل بحر إيجة، جنوب غرب الأناضول.

تولى إلياس بك حكم الإمارة بعد وفاة محمد بك في بداية عام 1403م، فتحالف مع إمارات بني آيدن وإمارة بني صاروخان ضد محمد چلبي ولصالح عيسى چلبي في صراعات السلطنة بين الأمراء العثمانيين خلال الحرب الأهلية وخلو العرش العثماني بعد معركة أنقرة 1402م. ولكن، عندما هزم محمد چلبي هذا التحالف، اضطر إلياس بك إلى الاعتراف بسيادته في عام 1405م.
خلال فترة حكم إلياس بك، فُتحت موانئ إمارة منتشا مرة أخرى أمام التجار الغربيين. وفي وقت لاحق، واصل بنو آيدن وبنو منتشا غاراتهم البحرية على أملاك جمهورية البندقية في بحر إيجة بما في ذلك جزيرة كريت، وألحقوا العديد من الخسائر بالسفن اللاتينية. اختارت البندقية عقد معاهدة مع إلياس بك، حوالي عام 1404م، بوساطة كونت كريت "ماركو فالييري" (Marco Falieri).
عزز محمد چلبي سيادته على الدولة العثمانية ووحَّدَها عام 1413م وأصبح السلطان محمد الأول سلطان الدولة العثمانية، فاستمرت تبعية إلياس بك للدولة العثمانية.
استمرت بعض الصراعات مع جمهورية البندقية، فأعادوا التفاوض على المعاهدة مع الأميرال "بيترو تشيفران" سفير البندقية الذي زار إلياس بك في مدينة بچين (بالتركية: Beçin)‏ وجددوا الاتفاقية القديمة في 17 أكتوبر 1414م.
في عام 1415م قام إلياس بك بسك عملات معدنية تحمل وجه محمد چلبي واضطر إلى إرسال ولديه "ليث" و"أحمد" كرهائن فخرية إلى قصر السلطان العثماني عام 1415م.

## وفاته
توفي إلياس بك عام 1421م، ففر ابناه ليث وأحمد من العاصمة العثمانية إدرنة ورجعا إلى إمارة بني منتشا وترأساها لمدة ثلاث سنوات تقريبًا في تمرد ضد السيادة العثمانية، إلى أن ضمها مرة أخرى السلطان مراد الثاني إلى الدولة العثمانية، وسجن ليث وأحمد وضم إماراتهما وخرجت من التاريخ.